# Liste der Biografien/Erg
Liste der Biografien |
Portal Biografien |
Personensuche
# |
A |
B |
C |
D |
E |
F |
G |
H |
I |
J |
K |
L |
M |
N |
O |
P |
Q |
R |
S |
T |
U |
V |
W |
X |
Y |
Z |
?
 
Ea |
Eb |
Ec |
Ed |
Ee |
Ef |
Eg |
Eh |
Ei |
Ej |
Ek |
El |
Em |
En |
Eo |
Ep |
Eq |
Er |
Es |
Et |
Eu |
Ev |
Ew |
Ex |
Ey |
Ez
 
Era |
Erb |
Erc |
Erd |
Ere |
Erf |
Erg |
Erh |
Eri |
Erj |
Erk |
Erl |
Erm |
Ern |
Ero |
Erp |
Err |
Ers |
Ert |
Eru |
Erv |
Erw |
Erx |
Ery |
Erz
Die Liste der Biografien führt alle Personen auf, die in der deutschsprachigen Wikipedia einen Artikel haben. Dieses ist eine Teilliste mit 58 Einträgen von Personen, deren Namen mit den Buchstaben „Erg“ beginnt.

## Erg

### Erga
- Ergamenes, meroitischer König
- Ergaschew, Dawrondschon (* 1988), tadschikischer Fußballspieler

### Erge
- Ergeç, Selma (* 1978), deutsch-türkisches Fotomodell und Schauspielerin
- Ergen, Charles (* 1953), US-amerikanischer Unternehmer
- Ergen, Gülben (* 1972), türkische Pop-Sängerin
- Ergenç, Halit (* 1970), türkischer Film- und TheaterschauspielerHalit Ergenç (* 1970)

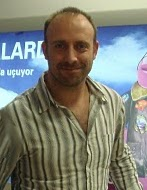
Halit Ergenç (* 1970)

- Ergençay, Soner (* 1988), türkischer Fußballspieler
- Erger, Johannes (1928–2003), deutscher Historiker, Lehrer und Autor
- Ergert, Bernd E. (* 1940), deutscher Historiker, Kunstmaler und Buchautor
- Ergert, Franz (1758–1831), österreichischer Fabrikant und Pionier der Industrialisierung
- Ergert, Karl von (1795–1865), österreichischer Offizier
- Ergert, Viktor (1918–1984), österreichischer Journalist
- Ergert, Wilhelm (1819–1892), österreichischer Bürgermeister und Unternehmer
- Ergert, Wilhelm (1895–1966), österreichischer Nachrichten-Offizier
- Ergezen, Ertuğrul (* 1978), türkischer Boxer
- Ergezen, Zeki (1949–2020), türkischer Architekt, Politiker und Minister für Bauwesen und Besiedlung

### Ergg
- Erggelet, Johann Fidel (1751–1815), österreichischer Hofrat und Finanzexperte

### Ergi
- Ergić, Ivan (* 1981), serbisch-australisch-schweizerischer Fußballspieler
- Ergin, Alp (* 1987), türkischer Fußballspieler
- Ergin, Burak (* 2006), österreichischer Fußballspieler
- Ergin, Erman (* 1981), türkischer Fußballspieler
- Ergin, Mehmet (* 1956), deutscher Gitarrist, Komponist und Musikproduzent
- Ergin, Nursel (* 1980), türkische Schauspielerin und Moderatorin
- Ergin, Özgen (* 1947), türkischer Autor, der in Deutschland lebt und arbeitet
- Ergin, Sadullah (* 1964), türkischer Jurist, Politiker und Justizminister
- Ergin, Şemi (1913–1996), türkischer Politiker
- Ergin, Tarik (* 1961), US-amerikanischer Schauspieler
- Ergin, Zafer (* 1942), türkischer Schauspieler
- Erginci, Sevda (* 1993), türkische Schauspielerin
- Erginer, Reha (* 1970), türkischer Fußballspieler und -trainer
- Erginos, antiker griechischer Töpfer
- Ergirdi, Ümit (* 1981), deutsch-türkischer Fußballspieler

### Ergm
- Ergma, Ene (* 1944), estnische Politikerin, Mitglied des Riigikogu und Astrophysikerin

### Ergo
- Ergo, Linde (* 1966), belgische Bildhauerin
- Ergokles († 388 v. Chr.), athenischer Feldherr
- Ergoteles, griechischer Töpfer
- Ergotić, Siniša (* 1968), kroatischer Weitspringer
- Ergotimos, griechischer Töpfer
- Ergović, Ivo (* 1967), kroatischer Fußballspieler
- Ergović, Mato (1927–2013), jugoslawischer bzw. kroatischer Schauspieler

### Ergu
- Ergüçlü, Hazar (* 1993), nordzyprische SchauspielerinHazar Ergüçlü (* 1993)

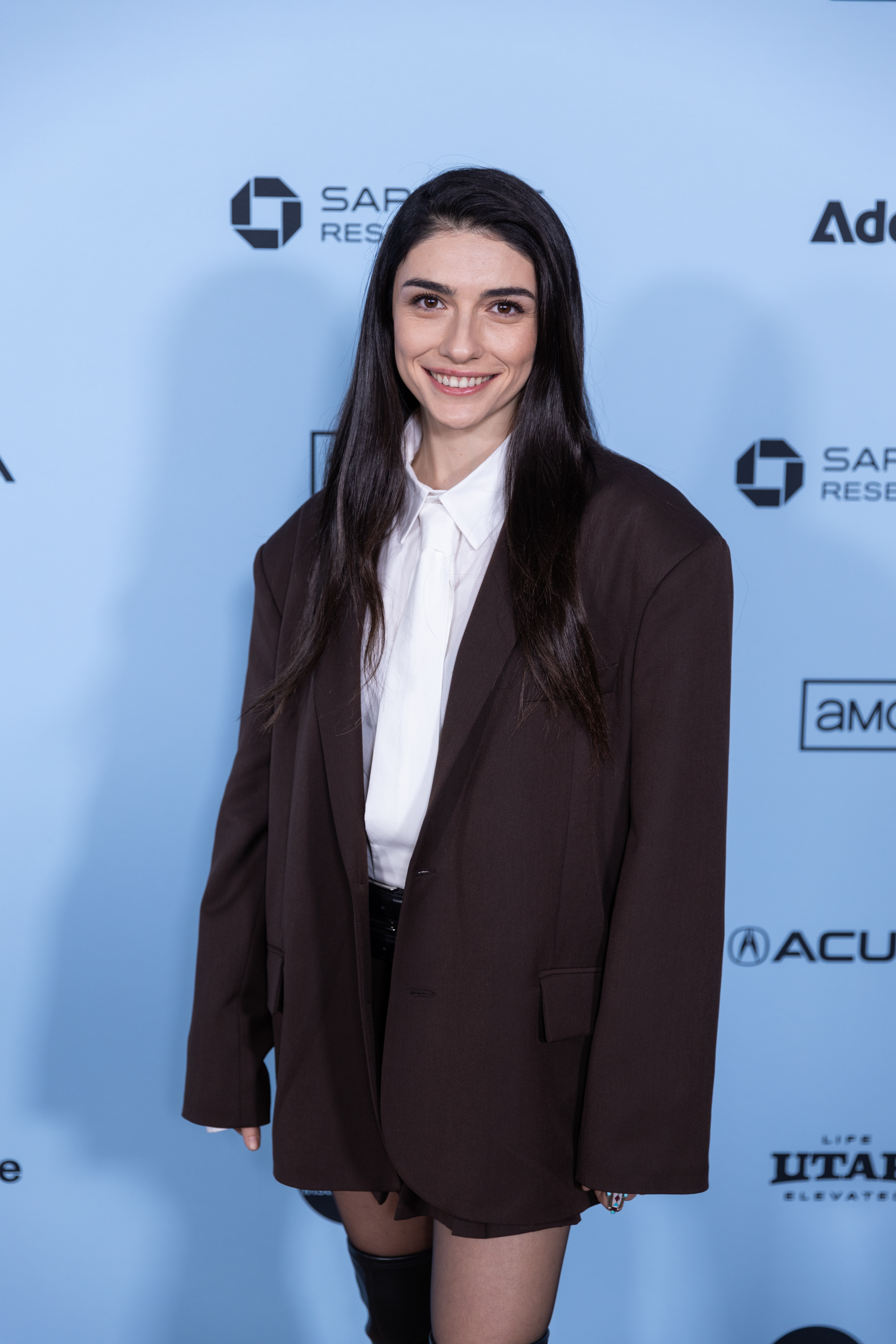
Hazar Ergüçlü (* 1993)

- Ergücü, Mustafa (* 1955), türkischer Fußballspieler
- Ergül, Gülçin (* 1985), türkische Popsängerin
- Ergül, Semih (* 1995), türkischer Fußballspieler
- Ergün, Aysima (* 1994), deutsche Schauspielerin
- Ergün, Emirhan (* 1990), türkischer Fußballspieler
- Ergün, Erci (* 1973), deutscher Musiker, Produzent und Radiomoderator
- Ergün, Halil (* 1946), türkischer Schauspieler
- Ergün, İsmet (* 1950), türkischstämmige Berliner Malerin und Bühnenbildnerin
- Ergün, Kemal (* 1967), islamischer Theologe und Religionsfunktionär
- Ergün, Necdet (* 1954), türkischer Fußballspieler
- Ergün, Nihat (* 1962), türkischer Politiker
- Ergüner, Kudsi (* 1952), türkischer Nay-Spieler und Komponist
- Ergüney, Erdem (* 1970), türkischer Film- und Theaterschauspieler
- Ergürsel, Tacettin (1950–2022), türkischer Fußballspieler
- Ergut, Tarık (* 1996), türkischer Fußballspieler
- Ergüven, Abdullah Rıza (1925–2001), türkischer Schriftsteller, Literaturwissenschaftler, Hochschullehrer
- Ergüven, Deniz Gamze (* 1978), türkisch-französische Regisseurin und Drehbuchautorin